# Baduari
Baduari (mort el 576) va ser un general de l'Imperi d'Orient, exarca de Ravenna al final de la seva vida, que va viure al segle vi.

## Trajectòria
Era gendre de l'emperador Justí II. Podria ser el fill, net o nebot d'un Baduari, que fou mestre dels soldats i dux d'Escítia (Scythiae dux).
En 565 el seu sogre Justí II acaba d'arribar al poder, i el va nomenar curopalata. A l'any següent va ser nomenat magister militum i enviat per l'emperador en ajuda dels gèpids, el regne dels quals era envaït pels longobards; es van enfrontar en una batalla prop de Sírmium i els va guanyar. La batalla va tenir lloc en 566 o 567. Un temps després d'aquesta batalla el rei dels gèpids, Cunimund, va trencar l'aliança amb els romans d'Orient, que per aquesta causa van decidir no ajudar els gèpides més endavant quan van ser envaïts i aniquilats pels longobards i els àvars. No se sap exactament si era el mateix Baduari que fou magister militum per Il·líria (si bé és molt probable) ni si fou magister militum vacans o un exercitus qüestor.
Després fou nomenat comes stabuli (comte de les cavallerisses). El 6 d'octubre del 573, Baduari i l'emperador Justí II va tenir una disputa: l'emperador que feia temps donava signes de bogeria, el va insultar i desterrar; de seguida se'n va penedir i va anar en persona als estables per disculpar-se amb Baduari. després d'aquesta data es va decidir nomenar Baduari governador militar (prefecte) d'Itàlia al lloc de Flavi Longí; Baduari hauria estat enviat a Ravenna el 574 o el 575 amb l'orde d'expulsar els longobards.
Va morir en batalla contra els longobards el 576.